# Pokéfuta
Une Pokéfuta (ポケふた) est, au Japon, une plaque d'égout décorée avec des Pokémon. Depuis le début de leur installation en 2018, plus de 200 regards de chaussée de ce type ont été posés par The Pokémon Company dans les villes du pays. Ces plaques servent de points d'intérêt et permettent d'attirer les touristes vers des destinations moins connues.

## Contexte
Au Japon, les regards de chaussée sont souvent ornés de motifs artistiques. Comme le rapporte CBS News, en 2019, plus de 6 000 motifs sont répartis dans tout le pays. La pratique est née dans les années 1980 avec pour objectif de rendre plus acceptable par le contribuable des projets d'égout coûteux. De nombreuses villes à travers le Japon ont leurs propres design au reflet d'une identité locale. De plus, la pratique suscite un engouement suffisant auprès du public pour que des expositions annuelles de plaques d'égouts soient organisées.
The Pokémon Company, en partenariat avec les gouvernements locaux japonais dans le cadre du projet « Pokémon Local Acts », a commencé à concevoir et à installer des plaques d'égout dans les villes japonaises afin d'attirer les touristes vers des destinations moins habituelles ou d'aider à revitaliser les villes frappées par des catastrophes naturelles,. Le premier regard de chaussée de ce type est installé le 20 décembre 2018 à Ibusuki dans la préfecture de Kagoshima et représente le Pokémon Évoli. Les motifs sont réalisés dans la préfecture de Saga et sont colorés à la main.

## Répartition
En novembre 2021, plus de 200 Pokéfuta sont installées au sein de 22 préfectures du Japon, contre une centaine en août 2020. La préfecture de Miyagi en compte le plus avec 35 plaques, de sorte que chacune de ses municipalités dispose d'une Pokéfuta. Hokkaido possède 34 plaques, la préfecture de Miyazaki en héberge 26, tandis que la préfecture de Tokyo en a accueilli 12. Par ailleurs, un endroit remarquable se trouve dans le village reculé d'Ogasawara dans la préfecture de Tokyo, situé à plus de 1 000 km de la ville de Tokyo sur l'île Chichi-jima et comportant quatre Pokéfuta. La région de Tōhoku, fortement endommagée par le tremblement de terre et le tsunami de Tōhoku en 2011, possède la plus grande concentration de regards de ce type – un tiers s'y trouve en mars 2021.
Chaque regard de chaussée a son propre design, avec un ou plusieurs Pokémon. Dans certains cas, le choix du Pokémon présenté est lié à l'emplacement. Évoli a par exemple été choisi pour Ibusuki en raison d'un jeu de mots : « Ibusuki » (いぶすき, ibusuki) ressemble à « J'aime Évoli » (イーブイ好き, Ībui suki). Par ailleurs, certaines préfectures ont un Pokémon spécifique qui est toujours mis en avant. C'est le cas par exemple à Hokkaido, Tottori et Fukushima où toutes les plaques ont respectivement pour Pokémon Goupix, Sabelette / Sablaireau et Leveinard, les personnages ayant été choisis comme « ambassadeurs Pokémon » de chacune de ces préfectures,,. De nombreux modèles de plaques servent également d'attraction touristique locale en leurs emplacements. Enfin, les plaques sont utilisées comme Pokéstops dans le jeu mobile Pokémon Go, et des produits officiels reprenant les designs des regards de chaussée ont également été conçus.